# Balti németek

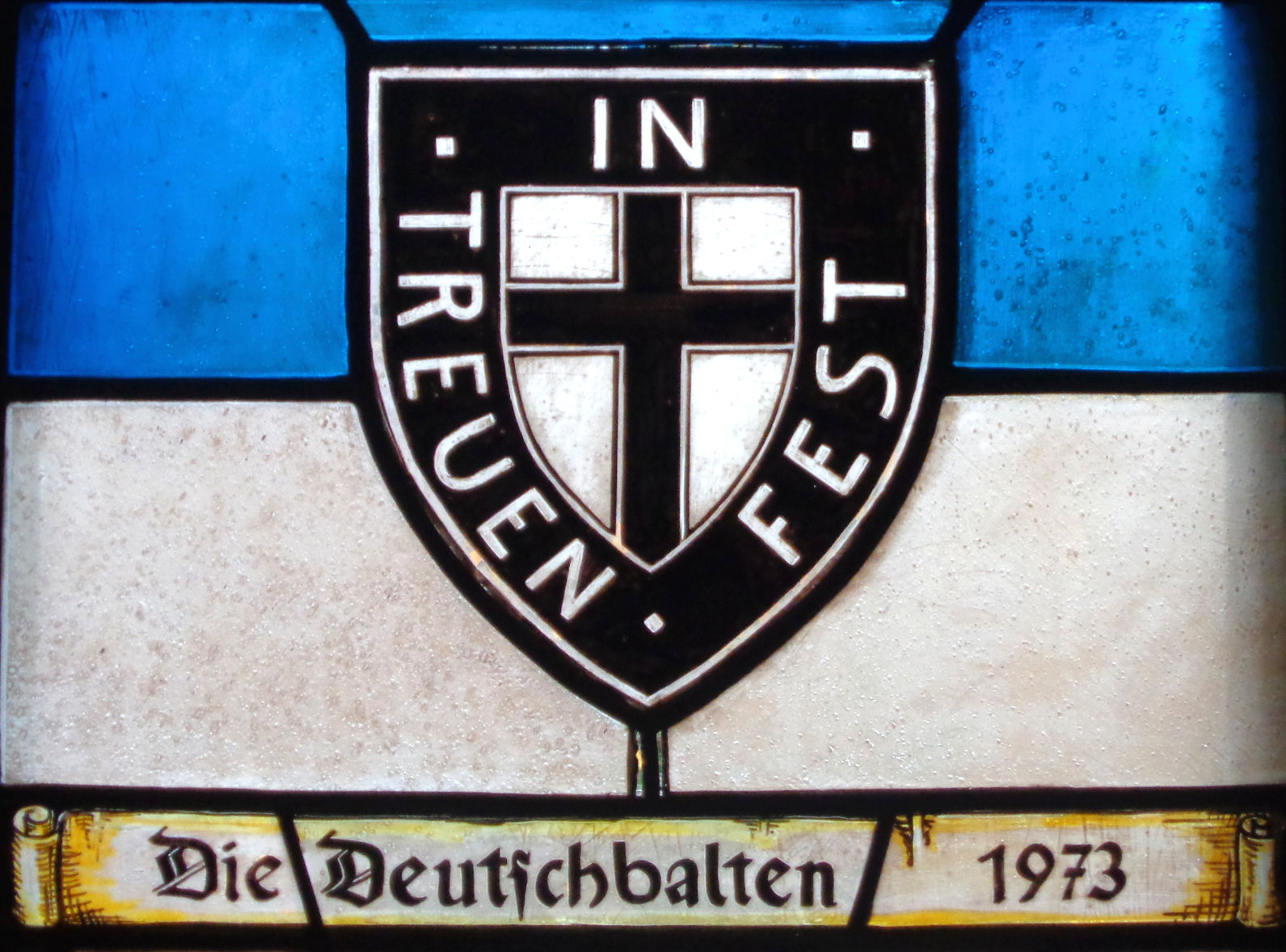
A balti németek zászlaja és címere. A Balti német Kulturális Alapítvány székházának üvegablaka Lüneburgban

A balti németek (lettül: vācbaltieši, észtül: baltisakslased, németül: Deutsch-Balten vagy Baltendeutsche) német nyelvű etnikai kisebbség amely a 12. századtól 1941-ig élt a Balti-tenger keleti partján a mai Észtország, Lettország, és Litvánia területén. A balti németek a baltikumi társadalom felső (arisztokraták, földbirtokosok) és középső (városi polgárok, egyházi személyek) rétegét alkották. A középkori kurföldi, livóniai, és észt tartományok életére nagy hatással voltak. Fontos szerepet játszottak az észt és a lett kulturális életben, oktatásban. A Baltikumból 1940-ben a Molotov–Ribbentrop-paktum titkos szerződése alapján a lakosság majdnem harmadát alkotó németeket áttelepítették a Harmadik Birodalomhoz frissen csatolt Warthelandba (Warthegau). Ma a Baltikum területén élő német nyelvű lakosság, vagy a Szovjetunió felbomlását követően Szibériából, Kazahsztánból idetelepült oroszországi német, vagy ideiglenesen itt dolgozó német állampolgár. A legutolsó népszámláláskor Észtországban 1870, (2000), Lettországban 3311 (2004) magát németnek valló lakos volt.

## Középkor

A Baltikum Ólivónia korában

A németek a Balti-tenger keleti medencéjében a 12. század közepén jelentek meg. A betelepülő németek két fő csoportból álltak. Az egyik csoport a tengeri úton érkező kereskedők csoportja volt, a brémai kereskedők 1159-ben kötöttek ki a Daugava torkolatvidékén. A kereskedőket követték a szárazföldi úton érkező keresztes lovagok. Meinhard von Segeberg Livónia első püspöke keresztes lovagok élén érkezett a Daugava torkolatához és Ikšķilében misszionárius telepet alapított, majd utódja Albert püspök 1201-ben várat építtetett. Ezt a dátumot tekintik Riga alapítási dátumának, amit a város címérében található évszám is jelez. A keresztes lovagok célja a helyi pogány lakosság keresztény hitre térítése és egyben a terület birtokbavétele volt. A helyi lakosság felkeléseit leverték és létrehozták a Livóniai konföderációt. A Livóniai konföderáció gazdasági alapját a Hanza-szövetséghez tartozó kereskedő városok, katonai erejét a Német Lovagrend biztosította. A reformációt követően a konföderáció meggyengült és 1558-ban Rettegett Iván megtámadta majd 1561-ben Lengyelország, Oroszország és Svédország között felosztották területét.
A Baltikumba érkező német telepesek a mai Alsó-Szászország, Schleswig-Holstein és Vesztfália területéről érkeztek. Ezen a területen Kelet-Poroszországtól eltérően mezőgazdasági lakosság megtelepedéséről nem beszélhetünk. A német telepesek a városokba költöztek és városi polgárságot alkottak. Vidéken a nemesség és a felső papság szerzett nagy földbirtokokat. A terület lakosságának mindössze 10%-át tették ki a németek, de a Hanza-szövetséghez tartozó, legtöbbször német alapítású, nagyvárosokban (Pl. Riga, Reval/Tallinn, Dorpat/Tartu, Libau/Liepāja, Mitau/Jelgava, Dünaburg/Daugavpils és mások) a németek kereskedők száma meghatározó volt, és földterületek jelentős részét is német földbirtokosok birtokolták. A német lakosság politikai és kulturális jelentőse a számarányánál jóval jelentősebb volt.

## A reformáció kora

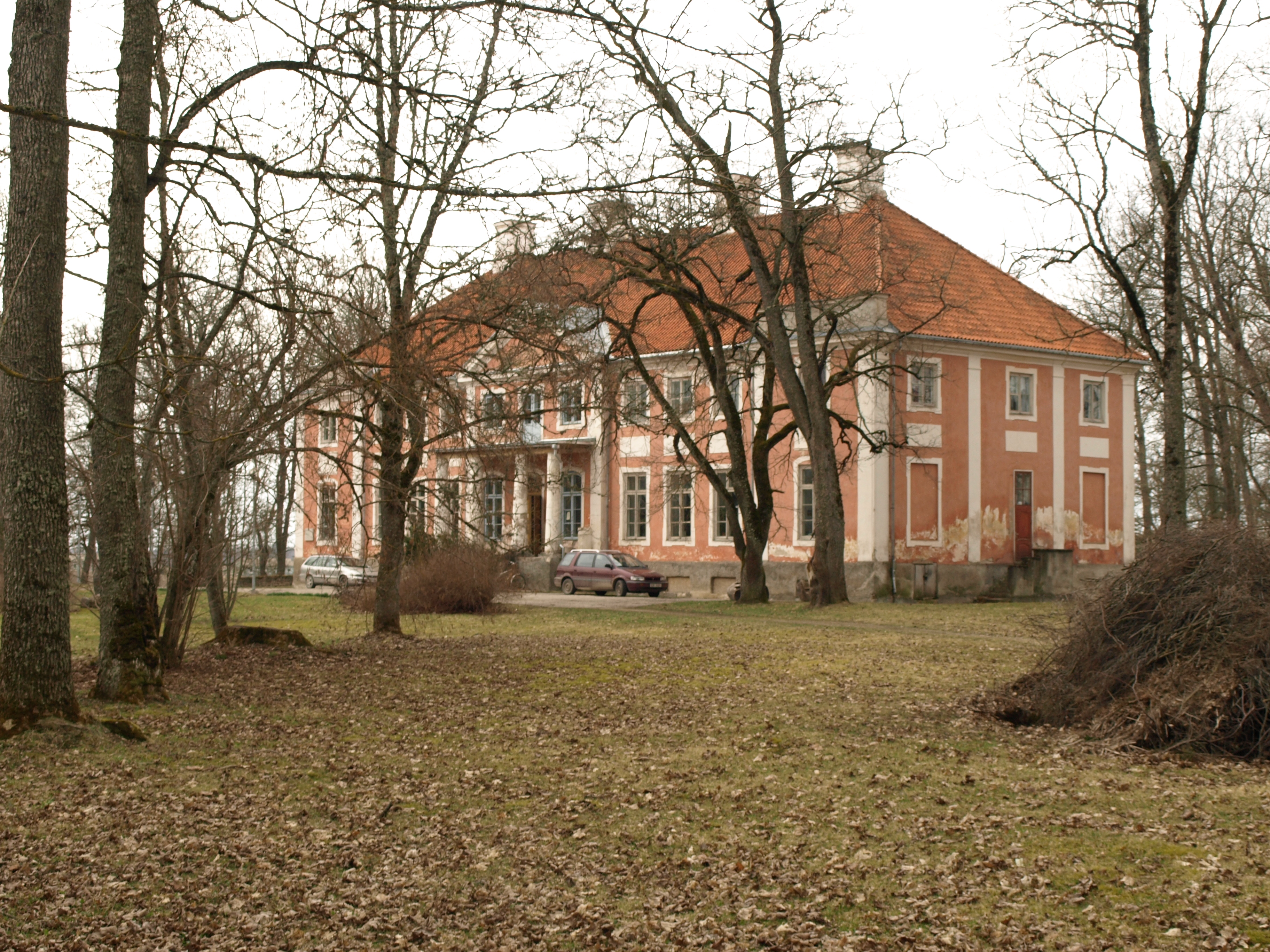
Tipikus balti német udvarház: Sargvere mõis. építette Alexander von Essen 1626-ban

A Baltikum a reformáció idején áttért a protestáns hitre és a szekularizált terület különböző arisztokrata lovagi családok között került felosztásra. Kurlandban a következő 200 évben is megmaradt a német dominancia. Észtország 1561-től, Lívland 1621-től 1710-ig svéd fennhatóság alatt volt. A svéd uralkodók biztosították a balti németek autonómiáját.1632-ben II. Gusztáv Adolf svéd király támogatásával egyetemi rangra emelték a német nyelven oktató Dorpati Egyetemet. Ez az egyetem volt századokon át Livóniai egyetlen egyeteme, a balti németek szellemi és kulturális központja. A 17. század végén a svédek a baltikumi tartományokban is bevezették az úgy nevezett redukciós törvényt aminek értelmében minden földbirtok a koronabirtokká vált. A törvény folyamodványaként a Baltikumon formailag megszűnt a jobbágyság és a német arisztokraták elvesztették birtokaik tulajdonjogát azok „bérlőivé” váltak.

## Orosz Birodalom ideje
1710 és 1795 között Oroszország fokozatosan elfoglalja a Baltikum teljes területét. 1713-ban Keleti-tengeri (Balti) kormányzóság néven az Orosz Birodalom egyik kormányzósága lett. A baltikumi tartományok a helyi német anyanyelvű arisztokrácia vezetésével jelentős önrendelkezési jogokhoz jutottak, és ami még fontosabb volt visszakapták birtokaik tulajdonjogát. Az arisztokrácia tagjai leginkább az egykori lovagok leszármazottjai közül kerültek ki de megjelentek különböző német tartományokból érkező bevándorlók is. A helyi értelmiség az iparosok és a kereskedők jelentős része is német anyanyelvű volt. Az Orosz Birodalomban a cárhoz lojális balti németek a hadseregben (pl. Fjodor Vasziljevics Rüdiger, Pjotr Nyikolajevics Vrangel stb.) a politikában (pl. Michael Andreas Barclay de Tolly, Szergej Juljevics Vitte stb.) és a tudományban (pl. Ferdinánd Petrovics Vrangel, a Struve család, Fjodor Petrovics Litke, Johann Anton Güldenstädt, Ferdinand Johann Wiedemann stb.) is jelentős posztokat töltöttek be.

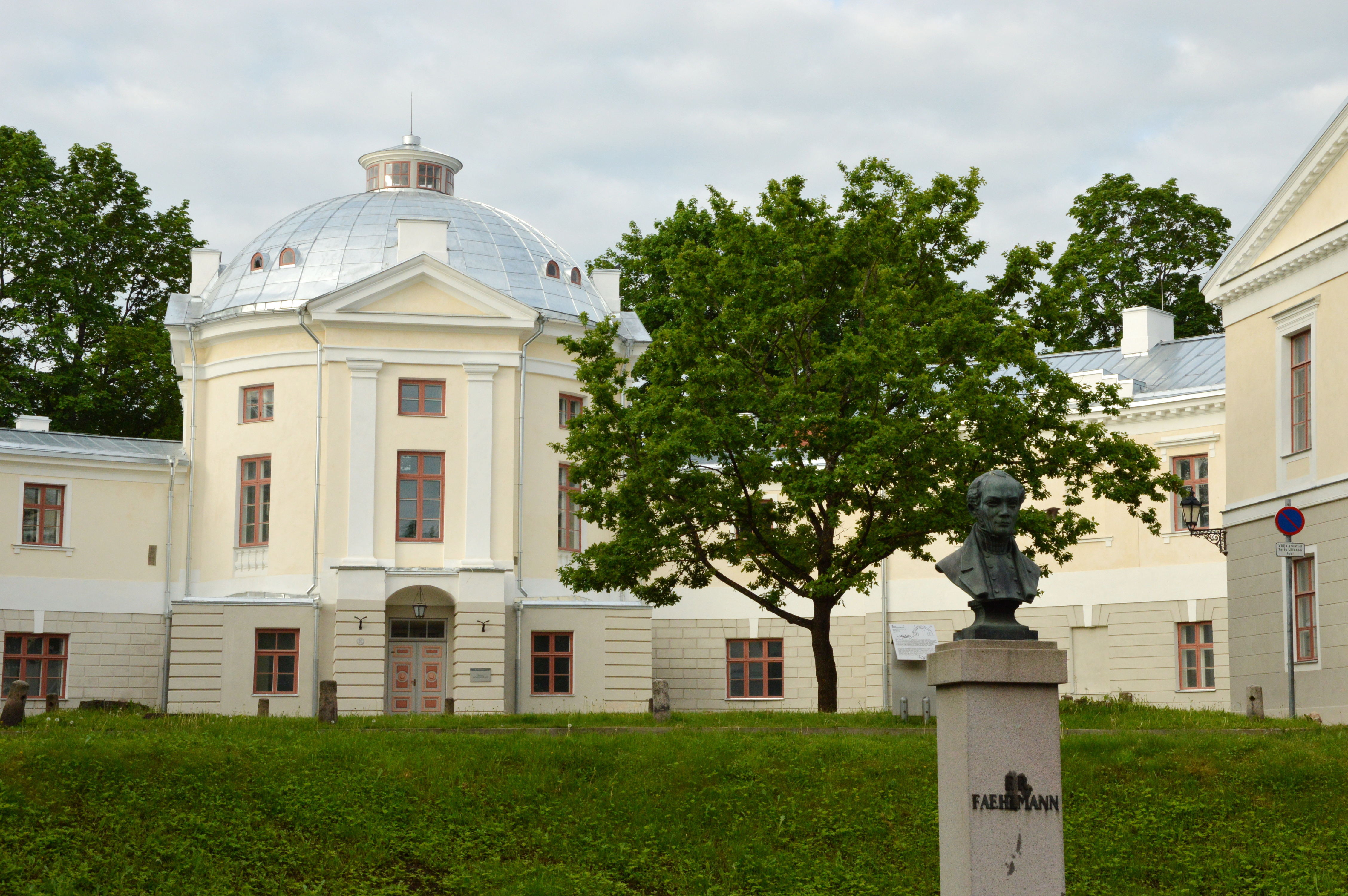
A német nyelven oktató Tartui egyetem 1806-ban épült anatómiai előadója

Az orosz cárok garantálták az autonómiát. A földbirtokkal nem rendelkező németek városlakók voltak (pl. Riga, Reval, Dorpat, Pernau stb.) A 19. század végén ezekben a városokban német többség élt. 1867-ben Riga lakosságának 42,9%-a volt német anyanyelvű.
A német kulturális autonómiának az 1880-ban kezdett oroszosítás vetett véget. A Balti kormányzóságban a közigazgatásban és az oktatásban (az egyetemi oktatásig bezáróan) kötelezővé tették az orosz nyelv kizárólagos használatát. Az 1905-ös forradalom idején a német földbirtokosok vidéki birtokait megtámadták, felégették. a német tulajdonú kastélyokat udvarházakat. Megkínozták és meggyilkolták a német anyanyelvű arisztokrácia képviselőit.
Az első világháború újabb megpróbáltatásokkal járt. Az orosz lakosság a balti németeket ellenségnek tekintette, de azok helyzete se volt jobb, akik hűségesek maradtak Oroszországhoz, mivel őket a Német Birodalom tekintette árulónak.
A demográfiai viszonyok is megváltoztak, a jobbágyság megszűnését követően egyre több észt és lett költözött a városokban így megszűnt a városokban a német lakosság többsége.
Rigában a németek aránya az 1867-es 42,9%-ról 1913-ra 17%-ra esett vissza a lett nyelvű lakosok aránya 23%-ról 40%-ra emelkedett miközben az orosz nyelvűek száma alig változott.

## Első világháború
Az első világháború második évének végén 1915-ben a Ludendorff tábornok vezette keleti front elérte Rigát. Elfoglalták Litvániát és Kurland csaknem a teljes területét. A németek által megszállt és a Keleti főparancsnoksághoz tartozó területeken a német hadvezetés létrehozta Ober Ost-ot (Gebiet des Oberbefehlshabers Ost). 1916 elején a területet hat közigazgatási körzetre osztották fel, azonban nem vették figyelembe a területen élők nemzetiségi hovatartozást.
A megszállt részeken átfogó germanizáló kultúrpolitikát folytattak, aminek a célja a terület elnémetesítése volt. A német katonák és tisztek feladata volt a német életmódra nevelés. Szigorú cenzúrát vezettek be. Az oktatáspolitikában, a kulturális élet minden területén (színházak, művészeti kiállítások, történettudomány, vallás) a német kultúra terjesztése volt az elsődleges. A német csapatok elől Voronyezsbe evakuált Tartui Egyetem épületeiben Landesuniversität Dorpat néven német egyetemet nyitottak. Az Ober Ost területén saját pénzt (Oberost-Mark és Ost-Rubel) és felülnyomott bélyegeket nyomtattak.
A balti német vezető osztály szorosan együttműködött a megszállókkal. A balti németek nemcsak az egyre erősebb bolsevik mozgalommal, hanem az önálló demokratikus államok alapítását kitűző demokratikus lett és észt pártokkal szemben is harcot folytatott. A konzervatív Lett Néppárttal együttműködve a balti németek célja egy, a Német Császárság részét alkotó államalakulat létrehozása volt. A hivatalosan 1918. február 24-én Észtországban kikiáltott Balti-hercegséget, 1918 szeptemberében II. Vilmos német császár elismerte az új államot, és hozzájárult, hogy az csatlakozzon a birodalomhoz. 1918. november 18-án Lettország csatlakozott a Balti-hercegséghez, aminek a neve Egyesült Balti-hercegségre változott. Az így létrejött állam deklarált célja: „Visszatérés az ősi kulturális tradíciókhoz”. Az új állam, ha valóban létrejön minden szempontból a kisebbségben lévő balti németek vezetése alatt állt volna. Jellemző, hogy a tervezett választási törvény szerint a Balti német képviselők száma több lett volna, mint az észt és lett képviselők száma együttvéve. A pár napig létezett állam uralkodója Adolf Friedrich zu Mecklenburg lett volna. Időközben Németországban kitört a forradalom. Lettországban népi tanácsokat hoztak létre, és 10 nap után, november 28-án a hercegség megszűnt.

## Függetlenségi háborúk
1918. november 28-án az Orosz Birodalom északnyugati részén Észtország és részben Lettország területén az orosz polgárháború részeként a balti németek igen aktív részvételével fegyveres harcok kezdődtek.

### Észt függetlenségi háború
Észtország területén a balti németek fegyveres szervezete, a Baltische Landeswehr, egyszerre harcolt az észt hadsereg és a Vörös Hadsereg ellen, amely 1918. november 13-án Narvánál lépett a Baltikum területére. 1919. január 6-án offenzívát indított az észt katonaság ellen. A Narvai fronton az észt seregekben brit, és skandináv önkéntesek mellett a Baltische Landeswehr egy zászlóalja is harcolt. Ezzel egy időben a balti német önkéntesekből verbuválódott német szabadcsapatok, a lett konzervatívokkal egyesülve, a Fehér Gárdához csatlakoztak, és céljuk a cári hatalom visszaállítása volt. A Baltische Landeswehr és Balti német szabadcsapatok, valamint az önállóságért harcoló észt és lett hadsereg közötti legnagyobb ütközetre 1919. június 19. és 23. között került sor Cēsis (Wenden) mellett. A cēsisi csatában elszenvedett vereség pecsételte meg a balti német kisebbség sorsát. Ezt követően elvesztették minden autonómiájukat, teljesen kiszorultak a politikai életből. Észtország számára a cēsisi csata jelentőségét mutatja, hogy annak évfordulója: június 23. ma is Észtország nemzeti ünnepe.

### Lett függetlenségi háború
Lettországban 1918. december 17-én kikiáltják a Lett tanácsköztársaságot. Ezt követően a lett polgári kormány egyezséget köt Lettország védelme érdekében a Baltische Landeswehr-rel és a balti németekből verbuválódott birodalmi szabadcsapatokkal. Január 4-én a Vörös Hadsereg elfoglalja Rigát. Márciusra fel áll Baltische Landeswehr, a birodalmi szabadcsapatok, és lett konzervatív erők közös hadserege. A Baltische Landeswehr, és a birodalmi szabadcsapatok májusban felszabadítják Rigát. Miután megszilárdul a Lett kormány helyzete júliusban egyezmény születik a birodalmi szabadcsapatok feloszlatásáról. De a Lettországban felszámolt szabadcsapatok harcosai, és a német hadsereg még mindig a Baltikum területén lévő katonái, az általuk ellenőrzött Kurlandi területen csatlakoznak a Bermondt-Avalov vezette Belorusz felszabadító hadsereghez. 1919. november 23-án Lettország hadat üzen a Német Birodalomnak és a Lett hadsereg decemberben elkezdi a kurzemei Bermondt hadsereg felszámolását. Lettország 1920. július 15-n békét köt Németországgal majd 1920. augusztus 11-én szovjet Oroszországgal is.

## Független balti köztársaságok ideje

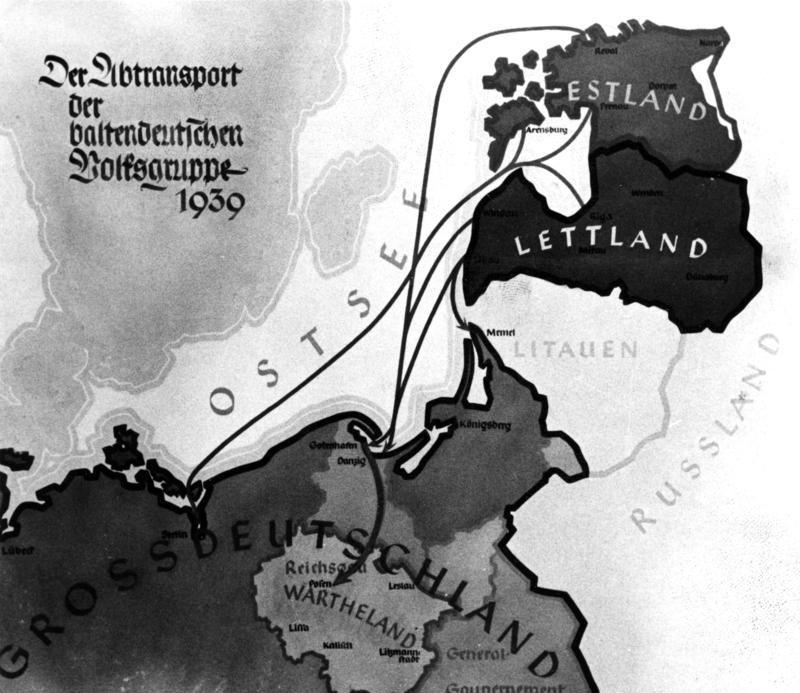
A balti német áttelepítések térképe

Mind Észtország, mind Lettország függetlenné válását követően földreformot hajtott végre, a balti német földbirtokos családok elvesztették földjeiket. Észtországban a balti németek aránya alacsonyabb volt így itt gyorsan elvesztették politikai befolyásukat és kulturális autonómiájukat. Lettországban politikai szerepük szintén háttérbe szorult, de nagyobb létszámuknak köszönhetően 1934-ig Karlis Uhlmanis hatalomra kerüléséig részleges kulturális autonómiájuk megmaradt.
Molotov–Ribbentrop-paktum értelmében Észtország és Lettország az orosz érdekszféra része lett. Hitler utasítására hozzáláttak a Baltikum német lakosságának kitelepítéséhez. 1939-ben és 1940-ben a két balti ország és Németország, a balti németek oktatási, kulturális és vallási intézményeinek és javainak felszámolási eljárását, több szerződésben szabályozta. A német propaganda sikeresen vette rá a lakosság jelentős részét az áttelepülésre. A balti németeket a Harmadik Birodalomhoz frissen csatolt Warthelandba (Warthegau) telepítették át.
1940-ben Észtországból 13 700, Lettországból 51 000 balti németet telepítettek Warthegauba. Az áttelepítési akció neve „Haza a birodalomba” (Heim ins Reich) volt. 1941-ben annak tudatában, hogy Németország meg fogja támadni a Szovjetuniót még egy áttelepítési akciót indítottak ennek neve: „Utólagos áttelepülés” (Nachumsiedlung) volt. Ennek az akciónak a keretében további 7000 észtországi és 10 500 lettországi német települt át a Birodalomba. Az áttelepülést megtagadó németek jelentős része 1941 után Szibériába került. A deportálások 1941. június elején kezdődtek.

## Balti német kulturális emlékek
A szovjet időkben mind az Észt SzSzK-ban mind a Lett SzSzK-ban a balti német kulturális emlékeket alapvetően ignorálták, de több jelentős emlékhelyet, elsősorban a temetőket, felszámolták. Napjainkban az Észt és a Lett kormány igyekszik semleges maradni a kulturális kérdésekben. A Szovjetunió felbomlását követően a ”Balti lovagok Szövetsége” (Verband der Baltischen Ritterschaften) 1991. augusztus 20-án nyilatkozatban biztosította az észt kormányt, hogy a szövetség tagjai minden Észtországi birtokukhoz fűződő igényükről lemondanak. A Németországban működő különböző balti német egyesületek igyekeznek a helyi kormányzatokkal együttműködve a történelmi emlékhelyeket helyreállítani, emléktáblákat, emlékműveket emelni.

## Balti német szervezetek
- Balti Történelmi Bizottság (Baltische Historische Kommission) Göttingen A Balti Történelmi Bizottság honlapja
- Balti német Társaság (Deutsch-Baltische Gesellschaft e.V.) Darmstadt, a balti németek egyesülete Németországban. a Balti német társaság honlapja
- A Balti Lovagok Szövetsége (Verband der Baltischen Ritterschaften e.V.) A Balti Lovagok Szövetségének honlapja
- Balti német Ifjúsági és diákkörök (Deutschbaltischer Jugend- und Studentenring e.V.) A Balti német Ifjúsági és diákkörök honlapja
- Carl Schirren társaság (Carl-Schirren-Gesellschaft e.V.) Balti német Kulturális Alapítvány Carl Schirren társaság honlapja

## Nevezetes balti németek

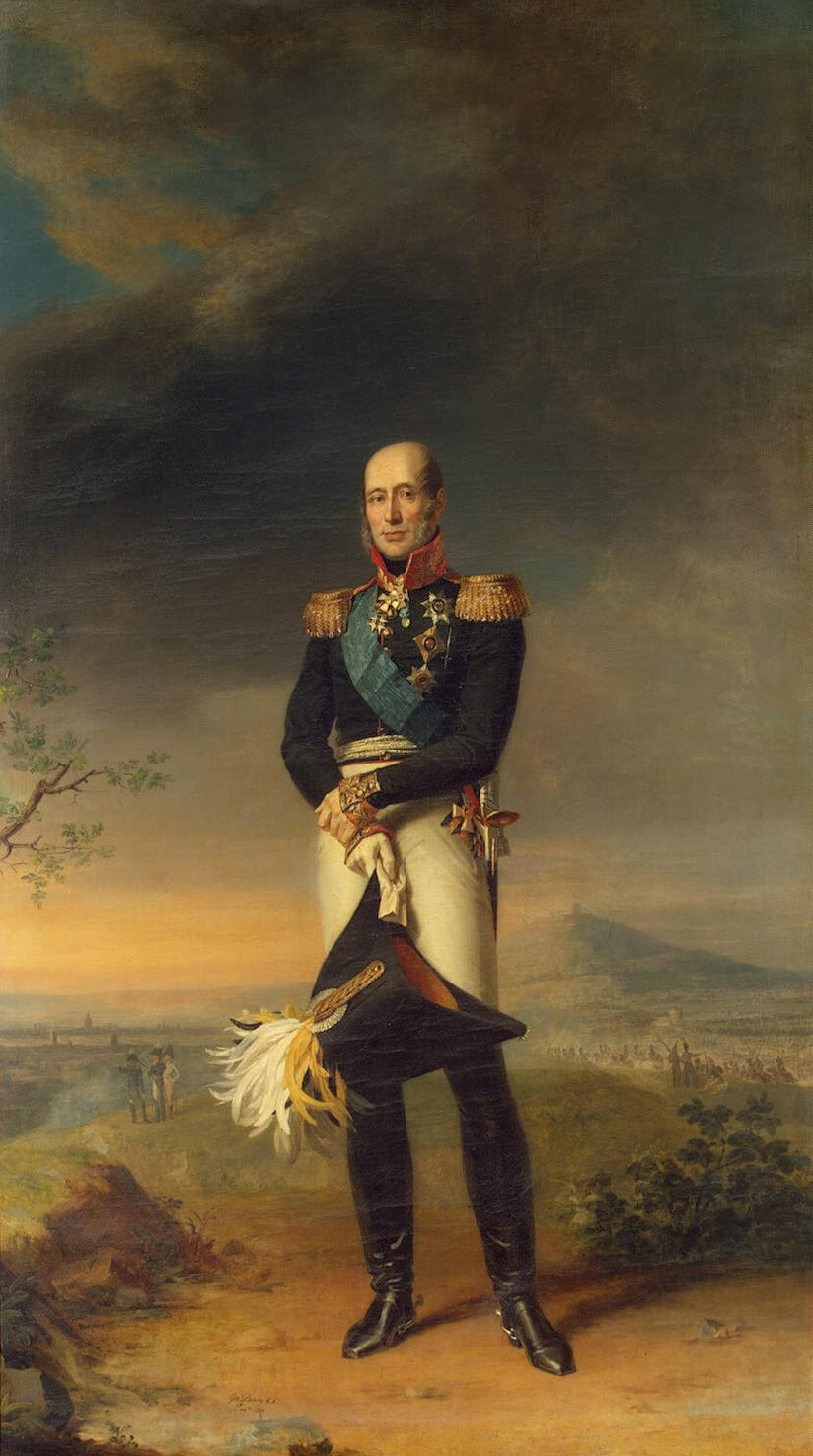
Michael Andreas Barclay de Tolly, az Orosz Birodalom hadügyminisztere

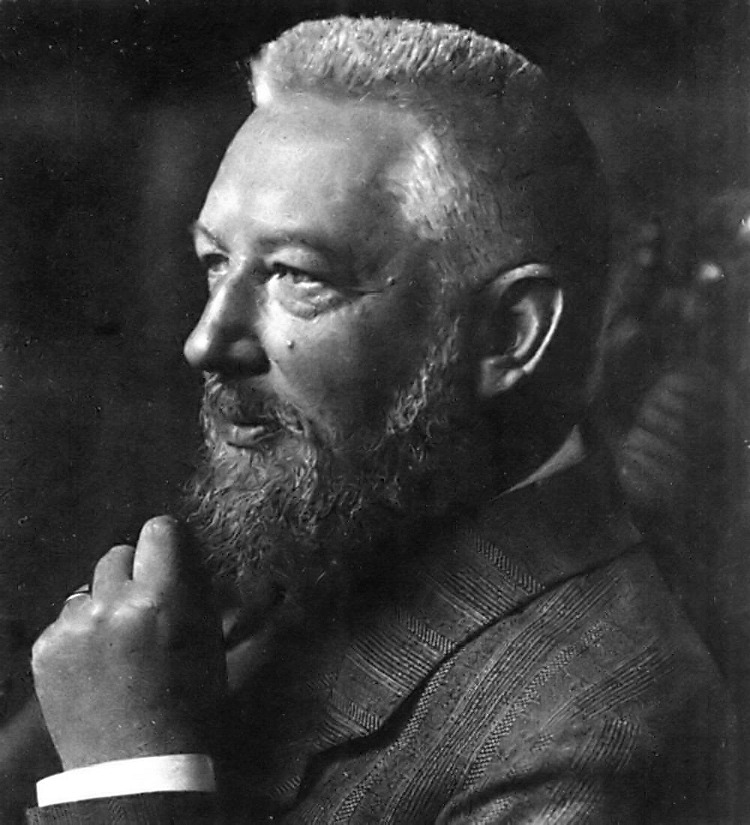
Wilhelm Ostwald, Nobel díjas kémikus

| - II. Alekszij moszkvai pátriárka (Alekszej Mihajlovics Rüdiger) - Reinhold von Anrep-Elmpt, felfedező - Leonyid Arbuzov, történész - Leonyid Hans Nyikolaj Arbuzov, történész - Karl Ernst von Baer, biológus, az embriológia atyja - Michael Andreas Barclay de Tolly, tábornok, az Orosz Birodalom hadügyminisztere - Fabian Gottlieb von Bellingshausen, tengernagy, az Antarktisz szárazföldjének felfedezője - Alexander von Benckendorff, tábornok az cári titkosszolgálat létrehozója - Konstantin von Benckendorff, orosz diplomata - Johann Christoph Brotze, pedagógus, történész - August Johann Gottfried Bielenstein, nyelvész, etnográfus, teológus - Alexander von Bunge, biológus, sarkkutató - Friedrich Georg von Bunge, történész, jogtudós - Gustav von Bunge, orvos, biokémikus - Albert von Buxhövden Riga első püspöke - Georg Dehio, művészettörténész - Kaspar von Dönhoff, lengyel politikus, diplomata - Heinz Erhardt, német zeneszerző, humorista - Johann Friedrich Eschscholtz, botanikus, zoológus - Gregor von Helmersen, geológus, utazó - August Wilhelm Hupel, nyelvész - Christian Kelch, lelkész a Liefländische Historia szerzője - Gotthard Kettler, a Német Lovagrend utolsó nagymestere - Alexander von Keyserling, geológus, paleontológus - Hermann Keyserling, filozófus - Lionel Kieseritzky, sakk nagymester - Otto von Kotzebue, orosz fregatt kapitány (3-szor vitorlázta körbe a Földet) - Adam Johann von Krusenstern, orosz admirális, az első orosz tengerész aki körbe vitorlázta a Földet | - Ernst Gideon von Laudon, Osztrák császári tábornagy - Heinrich Lenz, fizikus - Alexander von Middendorff, zoológus - Johann Karl Simon Morgenstern, nyelvtudós - Vladimir Nabokov, amerikai író, fordító - Karl Nesselrode, orosz diplomata, külügyminiszter - Alexander von Oettingen, lutheránus teológus - Arthur Joachim von Oettingen, fizikus, zene teoretikus - Wilhelm Ostwald, Nobel díjas kémikus, a fizikai kémia úttörője - Johann Reinhold von Patkul, diplomata - Wolter von Plettenberg, a Német Lovagrend legjelentősebb Lívlandi nagymestere - Georg von Rauch, német történész - Pavel Karlovics Rennenkampf, orosz lovassági tábornok - Georg Wilhelm Richmann, fizikus - Alfred Rosenberg, Hitler legfőbb ideológusa, a Nürnbergi perben halálra ítélték - Fjodor Vasziljevics Rüdiger orosz tábornok - Carl Schirren, történész - Thomas Johann Seebeck, fizikus - Eduard von Toll, geológus, sarkkutató - Jakob von Uexküll, biológus, a bioszemiotika atyja - Roman Fjodorovics Ungern-Sternberg, kalandor - Edgar Alexei Robert de Wahl, nyelvész, az occidental nyelv megalkotója - Peter P. von Weymarn, vegyész, kolloidkémikus - Ferdinand von Wrangel, orosz tengernagy, felfedező, orosz Alaszka kormányzója - Pjotr Nyikolajevics Vrangel, tábornok, a Fehér Gárda parancsnoka |  |